# 椿泰我
椿 泰我（つばき たいが、1998年2月10日 - ）は、日本の歌手、俳優、タレント、元子役であり、男性アイドルグループ・IMP.のメンバーである。
神奈川県出身。TOBE所属。

## 来歴
2004年、NHK朝の連続テレビ小説『天花』で芸能界デビュー。当時はクィーンズアベニューアルファ所属。
その後、2009年9月13日からはジャニーズ事務所に所属し、ジャニーズJr.として活動する。
2020年10月16日放送の『ミュージックステーション 2時間SP』にて、椿を含めた7人組ジャニーズJr.内ユニット・IMPACTorsの結成が発表される。
2022年、初の外部舞台『マウストラップ〜ねずみとり〜』で初主演を務める。
2023年5月25日をもって、ジャニーズ事務所を退所した。7月14日、旧IMPACTorsのメンバー全員でTOBEに合流し、グループ名をIMP.に改めて再出発することを発表した。

## 出演
個人での出演のみ記載。グループとしての出演はジャニーズJr.解散グループ (2000年以降)#IMPACTors、IMP.#出演を参照。

### テレビドラマ
- 連続テレビ小説 天花（2004年3月 - 9月、NHK） - 河村亮 役[6]
- 火曜サスペンス劇場 どうぞ安らかに4（2005年、日本テレビ） - 福島健太 役[6]
- 仮面ライダー響鬼 第11話（2005年4月10日、テレビ朝日）[6]
- こちら本池上署5 第2話（2005年5月20日、TBS）[6] - 倉持優 役
- 赤い運命2005 第1 - 3話（2005年10月4日 - 6日、TBS） - 大竹春彦 役[6]
- ブラザー☆ビート 第1話（2005年10月13日、TBS）[6]
- 金曜エンタテイメント 奥様は警視総監（2006年7月21日、フジテレビ） - 橘勇気 役[6]
- 金曜エンタテイメント 外科医 鳩村周五郎〜闇のカルテ2〜（2006年7月21日、フジテレビ）[6] - 竹中タケシ 役
- 遠い国から来た男（2007年7月23日、TBS）[3][9]
- レッドブルー（2024年12月18日 - 2月12日、MBS・TBS） - 赤沢拳心 役[3][10]
- 三人夫婦 第1話（2025年4月9日、TBS）[11]

### テレビ番組
- イマナマ!（2024年10月3日 - 、RCCテレビ） - 木曜コーナー「広島パンパカパーン」レギュラー[12]

### ラジオドラマ
- 安部礼司Z（2024年11月3日 - 配信、Spotify他）[13]

### 映画
- ワナワナ。[6]（2006年）
- 口裂け女（2007年3月17日）[14]
- 滝沢歌舞伎 ZERO 2020 The Movie（2020年12月4日）[15]
- Endless SHOCK（2021年2月1日）[16]
- 僕らは人生で一回だけ魔法が使える（2025年2月21日） - ユキオ 役[17]

### 舞台
- 滝沢歌舞伎 2018（2018年6月4日 - 30日、御園座）[18]
- 滝沢歌舞伎ZERO（2019年2月3日 - 25日、南座）[19]
- ABC座 ジャニーズ伝説2019（2019年10月7日 - 29日、日生劇場）[20]
- Endless SHOCK 20th Anniversary（2020年2月4日 - 26日[注 1]、帝国劇場）[22]
- Endless SHOCK -Eternal-（2020年9月15日 - 10月12日、梅田芸術劇場）[23]
- Endless SHOCK -Eternal-（2021年2月4日 - 3月31日、帝国劇場）[24]
- マウストラップ〜ねずみとり〜（2022年1月12日 - 23日、俳優座劇場） - 主演・ジャイルズ・ロールストン 役[25]
- 世界でいちばん美しい〜鎌倉物語〜（2022年10月28日 - 11月6日、品川プリンスホテル ステラボール / 11月11日 - 13日、COOL JAPAN PARK OSAKA WWホール） - 主演・島崎哲 役（横原悠毅とW主演）[26]

### CM・広告
- 日産自動車「インフォマーシャル -ラ・ストラーダ-」（2005年2月、フジテレビ）[6]
- SONY「ソニーハンディカム」（2005年7月）[6]
- 森永製菓「inゼリー ランニング・チャレンジキャンペーン」（2021年3月 - ） - アンバサダー[27]

### PV
- KEN☆Tackey
  - 逆転ラバーズ[28]
  - 浮世艶姿桜（Dance Video）[28]